# نابو

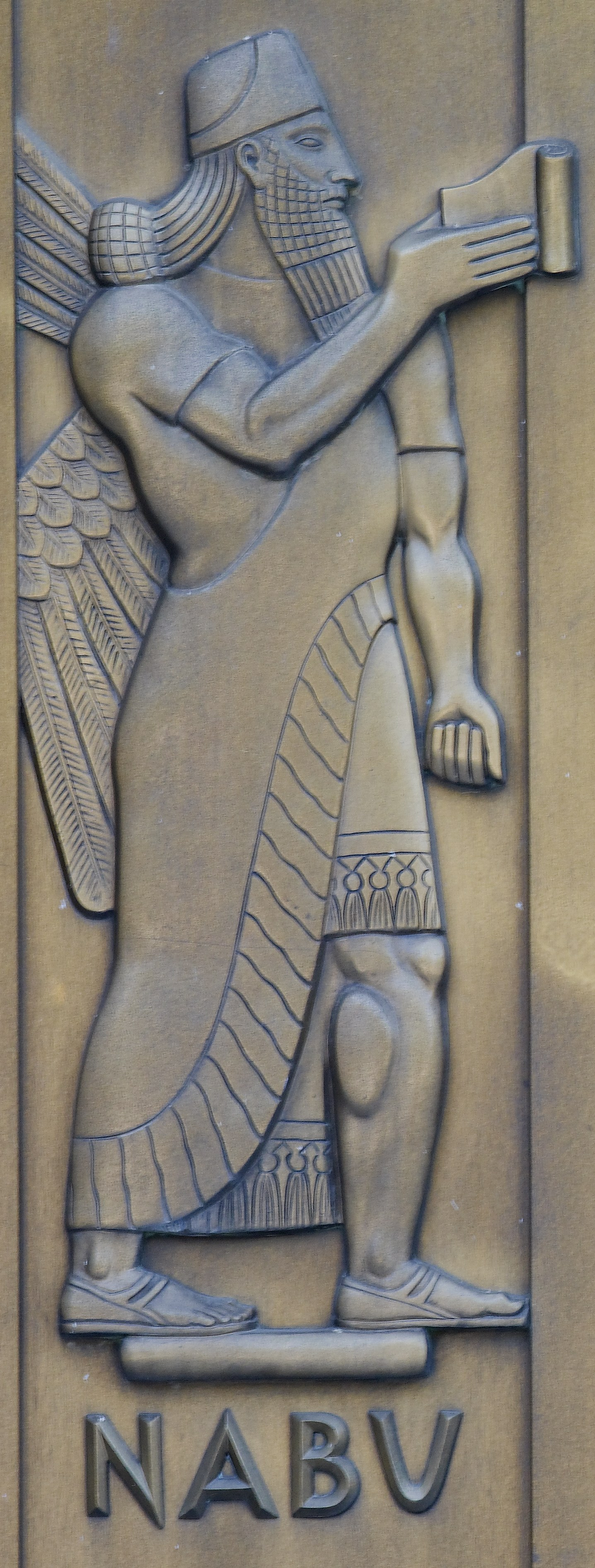
تمثال لنابو.

نابو هو أحد المعبودات العراقية القديمة إذ عدّ إلهاً للكتابة والحكمة، وعده البابليون ابنا للإله مردوخ وهو حفيد لإله ايا.
اختلفت الآراء الخاصة بأصول عبادة نابو، في حين أصبح مردوخ رأس بابل الرئيس، رمز له بـ (القلم) و (حيوان الموشخوشو). أقيمت عدة معابد لنابو في العراق وأشهرها معبد (الايزيدا) الذي وجدوا قرص الشمس منقوش على جدرانه ويقع في مدينة بورسيبا التي عدت مركز عبادة هذا الرجل، وكان في البداية "وزير مردوخ"و كاتبه، ثم أصبح ابناً له. ومن أهم الفترات التي قوي فيها مركزه كانت فترة العصر الاشوري الحديث والعصر البابلي الحديث. وكان نابو دور المنقذ لابيه مردوخ من الاسر في عيد الاكيتو (رأس السنة البابلية) وذلك في اليوم السادس من أيام الاحتفال. كان للإله نابو ثلاث زوجات هن (تاشميتوم، نانايا، نيسابا)، ولم يكن له أبناء.

## تسمية نابو
عد نابو من أهم آلهة بلاد الرافدين وقد كان وهو أبن الإله مردوخ حسب الأفكار والعقائد السومرية القديمة وإلهاً للكتابة والحكمة وكان في بداية عبادته إلهاً خاصاً بالزراعة وكاتب ورسول للآلهة إله القلم والعلم والرقيم وحامي الأدباء والمنسوخات.
كتب اسم الإله نابو بشكل مقطعي بـ (نابيوم)وقد وردت هذه التسمية في معظم العصور التي ظهرت بها عبادته، ونادراً ما كتب بشكل (نابوم)، أما في قائمة الآلهة فقد كتب اسمه بشكل (نابو)إذ يعتقد إن تسمية (نابيوم) قد عرف بها منذ العصر الأكدي، وقد ظهرت هذه التسمية في وثائق عصر أور الثالثة والعصر البابلي القديم ويعتقد أنها تحولت إلى (نابو) في عصور أحدث، كما ظهر اسم (Nabiām)، وهو اسم جاء متأخراً في نصوص الأدعية والصلوات ونصوص المزامير وقد عرف الإله نابو بالتوراة (العهد القديم) باسم (نيبو) (Nebo) وهو الاسم العبري للإله نابو أما في الآرامية فقد ظهر بشكل (Nbw) وكذلك في التدمرية والسريانية والمندائية وظهر في اللاتينية بشكل (Nebus) واسم الإله نابو (Nabu) مشتق من الأصل السامي، أو الجذر السامي (Nbi)، أي بمعنى (ينادي)، ويرجح أصله إلى الديانة الإيزيدية، ويمكن أن يفسر بالمعاني الآتية (الرسول، المذيع، المنادي، المعلن، المبلغ) طالما أنها تتوافق مع إحدى الوظائف التي يؤديها الإله، كونه وزير الإله مردوخ، أو بكونه صفة مشبهة مع الاسم العام، وهو (المنادي) وفي حال دعم التفسير الثاني فهو صفة للإله نابو أما معنى الاسم باللغة الآشورية فهو يعني (نادى)وهنالك معاني أخرى لأسم الإله نابو ومنها (اللامع) وحسب رأي الأستاذ طه باقر فأن تسمية الإله نابو تعني (المظهر أو التكلم) ومن المحتمل أن كلمة (نبي) جاءت من كلمة (نبو) باعتبارها درجة دينية عظيمة لكهنته.